# Tamms
Tamms is een plaats (village) in de Amerikaanse staat Illinois, en valt bestuurlijk gezien onder Alexander County.

## Demografie
Bij de volkstelling in 2000 werd het aantal inwoners vastgesteld op 724. In 2006 is het aantal inwoners door het United States Census Bureau geschat op 1125, een stijging van 401 (55,4%).

## Geografie
Volgens het United States Census Bureau beslaat de plaats een oppervlakte van 6,1 km², geheel bestaande uit land. Tamms ligt op ongeveer 104 m boven zeeniveau.

## Plaatsen in de nabije omgeving
De onderstaande figuur toont nabijgelegen plaatsen in een straal van 16 km rond Tamms.